# Flabellobasis capensis
Flabellobasis capensis är en fjärilsart som beskrevs av George Francis Hampson 1901. Flabellobasis capensis ingår i släktet Flabellobasis och familjen mott. Inga underarter finns listade i Catalogue of Life.

## Bildgalleri

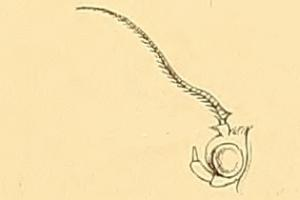